# Гленн-Дейл (Меріленд)
Гленн-Дейл (англ. Glenn Dale) — переписна місцевість (CDP) в США, в окрузі Графство принца Георга штату Меріленд. Населення — 14 698 осіб (2020).

## Географія
Гленн-Дейл розташований за координатами 38°59′4″ пн. ш. 76°48′1″ зх. д. / 38.98444° пн. ш. 76.80028° зх. д. (38.984395, -76.800323).  За даними Бюро перепису населення США в 2010 році переписна місцевість мала площу 18,73 км², з яких 18,44 км² — суходіл та 0,28 км² — водойми.

## Демографія
Згідно з переписом 2010 року, у переписній місцевості мешкало 13 466 осіб у 4276 домогосподарствах у складі 3510 родин. Густота населення становила 719 осіб/км².  Було 4429 помешкань (237/км²).
Расовий склад населення:
| - 59,5 % — чорних або афроамериканців - 26,5 % — білих - 6,6 % — азіатів - 0,5 % — корінних американців - 4,0 % — осіб інших рас |

До двох чи більше рас належало 2,8 %. Частка іспаномовних становила 7,8 % від усіх жителів.
За віковим діапазоном населення розподілялося таким чином: 25,5 % — особи молодші 18 років, 65,8 % — особи у віці 18—64 років, 8,7 % — особи у віці 65 років та старші. Медіана віку мешканця становила 39,4 року. На 100 осіб жіночої статі у переписній місцевості припадало 95,7 чоловіків;  на 100 жінок у віці від 18 років та старших — 93,9 чоловіків також старших 18 років.
Середній дохід на одне домашнє господарство  становив 123 060 доларів США (медіана — 114 866), а середній дохід на одну сім'ю — 128 434 долари (медіана — 122 733). Медіана доходів становила 62 464 долари для чоловіків та 65 843 долари для жінок. За межею бідності перебувало 6,9 % осіб, у тому числі 9,1 % дітей у віці до 18 років та 2,0 % осіб у віці 65 років та старших.
Цивільне працевлаштоване населення становило 7124 особи. Основні галузі зайнятості: освіта, охорона здоров'я та соціальна допомога — 22,3 %, науковці, спеціалісти, менеджери — 18,9 %, публічна адміністрація — 11,5 %, мистецтво, розваги та відпочинок — 9,6 %.